# Супераддитивность
Супераддитивность — свойство числовой последовательности {\displaystyle \{a_{n}\}} ({\displaystyle n\geqslant 1}), при котором каждый элемент {\displaystyle (n+m)}-й элемент не меньше суммы {\displaystyle a_{n}} и {\displaystyle a_{m}} для любых {\displaystyle m} и {\displaystyle n}: {\displaystyle a_{n+m}\geqslant a_{n}+a_{m}}.
Понятие введено в связи с леммой Фекете: для любой супераддитивной последовательности {\displaystyle \{a_{n}\}} предел {\displaystyle \lim a_{n}/n} существует и равен супремуму {\displaystyle \sup a_{n}/n} (предел может быть положительной бесконечностью, например, для последовательности {\displaystyle a_{n}=\log n!}).
Свойство может быть распространено на функции: {\displaystyle f} супераддитивна, если {\displaystyle f(x+y)\geqslant f(x)+f(y)} для любых {\displaystyle x} и {\displaystyle y} из области определения. Например, {\displaystyle f(x)=x^{2}} является супераддитивной функцией для неотрицательных действительных чисел, поскольку квадрат {\displaystyle x+y} всегда больше или равен сумме квадратов {\displaystyle x} и {\displaystyle y} для любых неотрицательных действительных чисел {\displaystyle x} и {\displaystyle y} .
Полуаддитивность (субаддитивность) — двойственное понятие, результаты о супераддитивных функциях и последовательностях переносятся и на полуаддитивные объекты, в частности, аналог леммы Фекете верен и для полуаддитивных последовательностей. Существуют расширения леммы Фекете, которые не требуют, чтобы определение супераддитивности выполнялось для всех {\displaystyle m} и {\displaystyle n}. Есть также результаты, которые позволяют вывести скорость сходимости к пределу, существование которого утверждается в лемме Фекете, если присутствует какая-либо супераддитивность или субаддитивность.
Если {\displaystyle f} — супераддитивная функция и 0 находится в её области определения, то {\displaystyle f(0)\leqslant 0} (следует из {\displaystyle f(x)\leqslant f(x+y)-f(y)}).

## Примеры
Определитель супераддитивен для неотрицательной эрмитовой матрицы, то есть если {\displaystyle A,B\in {\text{Mat}}_{n}(\mathbb {C} )} — неотрицательные эрмитовы матрицы, то {\displaystyle \det(A+B)\geqslant \det(A)+\det(B)}. Это следует из теоремы Минковского об определителе, которая в общем случае утверждает, что {\displaystyle \det(\cdot )^{1/n}} является супераддитивной (то есть вогнутой) для неотрицательных эрмитовых матриц размера {\displaystyle n}: если {\displaystyle A,B\in {\text{Mat}}_{n}(\mathbb {C} )} — неотрицательные эрмитовы матрицы, то {\displaystyle \det(A+B)^{1/n}\geqslant \det(A)^{1/n}+\det(B)^{1/n}} .
Функция взаимной информации супеаддитивна.
В 2009 году доказано, что гамма-функция Адамара {\displaystyle H(x)} супераддитивна для всех действительных чисел {\displaystyle x,y\geqslant 1{,}5031}.